# Wind of Change (조성모의 EP)
Wind Of Change는 가수 조성모가 2013년 9월 16일에 SBS 드라마 '결혼의 여신' OST (2013년) - "Someday"이후, 후속곡으로 발매한 노래로써 너는 나야라는 의미를 가진 유나야라는 타이틀을 가지고 컴백했다.

## 수록곡
1. 유나야Intro : 작곡:안영민
2. title-유나야 : 작사:안영민 / 작곡:안영민 / 편곡: 안영민
3. 첫사랑 : 작사:현진영, 홍보라 / 작곡:현진영, 홍보라 / 편곡: 최영호
4. 나의 여신 : 작사:홍지유 / 작곡:엄주혁 / 편곡:엄주혁
5. 너무 아프다고 : 작사:정지찬 / 작곡:정지찬 / 편곡:정지찬
6. 나를봐 : 작사:홍지유 / 작곡:엄주혁 / 편곡:엄주혁
7. 추억의 책장(feat.현진영) : 작사:현진영, 홍보라, 허진희 / 작곡:현진영, 홍보라 / 편곡: 최영호

## 같이 보기
- 조성모